# Mittleres Broichbachtal zwischen Broicher Siedlung und Ofden
Das Naturschutzgebiet Mittleres Broichbachtal zwischen Broicher Siedlung und Ofden liegt auf dem Gebiet der Stadt Alsdorf in der Städteregion Aachen in Nordrhein-Westfalen.

## Lage
Das Gebiet erstreckt sich südlich der Kernstadt Alsdorf entlang des Broicher Baches. Es liegt nordöstlich und östlich von Ofden und nordwestlich von Broicher Siedlung, beide Alsdorfer Stadtteile. 

## Bedeutung
Das etwa 27,8 ha große Gebiet wurde im Jahr 1990 unter der Schlüsselnummer ACK-024 unter Naturschutz gestellt. Schutzziele sind
- die Erhaltung intakter und damit besonders wertvoller Erlenbruch-Gesellschaften und
- die Erhaltung naturnaher Bachtäler und die Optimierung bzw. Renaturierung verbauter Bachabschnitte.[1]